# Campeonato Paulista 1991
In 1991 werd het 90ste Campeonato Paulista gespeeld voor voetbalclubs uit de Braziliaanse staat São Paulo. De competitie werd georganiseerd door de FPF en werd gespeeld van 24 juli tot 15 december. São Paulo werd kampioen. 
De eerste fase werd in twee groepen verdeeld. In de groene groep zaten de veertien beste teams van seizoen 1990. Vijf van deze clubs mochten naar de tweede fase. In de gele groep zaten de overige teams, waarvan drie clubs naar de tweede fase mochten. 

## Eerste fase

### Groene groep
| Plaats | Club             | Wed. | W  | G  | V  | Saldo | Ptn. |
| ------ | ---------------- | ---- | -- | -- | -- | ----- | ---- |
| 1.     | Corinthians      | 26   | 9  | 14 | 3  | 27:14 | 32   |
| 2.     | Palmeiras        | 26   | 12 | 7  | 7  | 21:15 | 31   |
| 3.     | Botafogo         | 26   | 9  | 13 | 4  | 21:14 | 31   |
| 4.     | Portuguesa       | 26   | 11 | 8  | 7  | 25:21 | 30   |
| 5.     | Guarani          | 26   | 10 | 10 | 6  | 25:15 | 30   |
| 6.     | Bragantino       | 26   | 10 | 9  | 7  | 29:22 | 29   |
| 7.     | Santos           | 26   | 7  | 13 | 6  | 21:15 | 27   |
| 8.     | Ituano           | 26   | 9  | 8  | 9  | 22:29 | 26   |
| 9.     | América          | 26   | 5  | 14 | 7  | 15:21 | 24   |
| 10.    | XV de Piracicaba | 26   | 7  | 8  | 11 | 26:34 | 22   |
| 11.    | Novorizontino    | 26   | 6  | 10 | 10 | 22:29 | 22   |
| 12.    | XV de Jaú        | 26   | 6  | 9  | 11 | 22:27 | 21   |
| 13.    | Ferroviária      | 26   | 5  | 13 | 8  | 16:18 | 23   |
| 14.    | Mogi Mirim       | 26   | 5  | 9  | 12 | 21:35 | 19   |

|  | Gekwalificeerd voor tweede fase |
|  | Naar gele groep in seizoen 1992 |

### Gele groep
| Plaats | Club             | Wed. | W  | G  | V  | Saldo | Ptn. |
| ------ | ---------------- | ---- | -- | -- | -- | ----- | ---- |
| 1.     | São Paulo        | 26   | 17 | 8  | 1  | 50:20 | 42   |
| 2.     | Inter de Limeira | 26   | 16 | 2  | 8  | 37:22 | 34   |
| 3.     | Santo André      | 26   | 10 | 12 | 4  | 39:29 | 32   |
| 4.     | Noroeste         | 26   | 9  | 10 | 7  | 28:25 | 28   |
| 5.     | Sãocarlense      | 26   | 9  | 10 | 7  | 31:29 | 28   |
| 6.     | Juventus         | 26   | 9  | 10 | 7  | 23:24 | 28   |
| 7.     | Ponte Preta      | 26   | 8  | 11 | 7  | 26:18 | 27   |
| 8.     | Rio Branco       | 26   | 10 | 5  | 11 | 24:22 | 25   |
| 9.     | União São João   | 26   | 7  | 10 | 9  | 26:26 | 24   |
| 10.    | São José         | 26   | 8  | 7  | 11 | 23:33 | 23   |
| 11.    | Marília          | 26   | 7  | 7  | 12 | 25:30 | 21   |
| 12.    | Catanduvense     | 26   | 4  | 12 | 10 | 15:33 | 20   |
| 13.    | Olímpia          | 26   | 5  | 9  | 12 | 16:30 | 19   |
| 14.    | São Bento        | 26   | 4  | 7  | 15 | 18:36 | 15   |

|  | Gekwalificeerd voor tweede fase   |
|  | Naar groene groep in seizoen 1992 |
|  | Degradatie                        |

## Tweede fase

### Groep 1
| Plaats | Club             | Wed. | W | G | V | Saldo | Ptn. |
| ------ | ---------------- | ---- | - | - | - | ----- | ---- |
| 1.     | Corinthians      | 6    | 6 | 0 | 0 | 11:2  | 12   |
| 2.     | Portuguesa       | 6    | 4 | 0 | 2 | 8:6   | 8    |
| 3.     | Inter de Limeira | 6    | 1 | 0 | 5 | 4:9   | 2    |
| 4.     | Santo André      | 6    | 1 | 0 | 5 | 5:11  | 2    |

|  | Gekwalificeerd voor finale |

### Groep 2
| Plaats | Club      | Wed. | W | G | V | Saldo | Ptn. |
| ------ | --------- | ---- | - | - | - | ----- | ---- |
| 1.     | São Paulo | 6    | 3 | 3 | 0 | 13:7  | 9    |
| 2.     | Palmeiras | 6    | 4 | 1 | 1 | 11:5  | 9    |
| 3.     | Guarani   | 6    | 2 | 1 | 3 | 8:11  | 5    |
| 4.     | Botafogo  | 6    | 0 | 1 | 5 | 4:13  | 1    |

|  | Gekwalificeerd voor finale |

## Finale
|                 |             |                   |           |                                          |
| 8 december Heen | Corinthians | 0 – 3             | São Paulo | Morumbi, São Paulo Toeschouwers: 102.871 |
| 8 december Heen |             | 16', 59', 61' Raí |           | Morumbi, São Paulo Toeschouwers: 102.871 |

|                   |           |       |             |                                          |
| 15 december Terug | São Paulo | 0 – 0 | Corinthians | Morumbi, São Paulo Toeschouwers: 106.142 |
| 15 december Terug |           |       |             | Morumbi, São Paulo Toeschouwers: 106.142 |

## Kampioen
| Campeonato Paulista de 1991    |
| São Paulo                      |
| ------------------------------ |
| SÃO PAULO Kampioen (17° titel) |